# Liste der Fließgewässer im Flusssystem Haselbach (Bibert)
Die Liste der Fließgewässer im Flusssystem Haselbach (Bibert) umfasst alle Nebenflüsse auch höherer Ordnung des Haselbachs, soweit sie namentlich auf dem BayernAtlas der Bayerischen Staatsregierung oder im Kartenservicesystem des Bayerischen Landesamts für Umwelt (LfU) aufgeführt werden. Namenlose Zuläufe und Abzweigungen werden nicht berücksichtigt. Wenn sich der Gewässername nach dem Zusammenfluss zweier Gewässerabschnitte ändert, werden die beiden Zuflüsse als Quellzuflüsse separat angeführt, ansonsten erscheint der Teilbereichsname in Klammern. Die Längenangaben und die Größe des Einzugsgebiets werden auf eine Nachkommastelle gerundet. Die Fließgewässer werden jeweils flussabwärts aufgeführt. Die orografische Richtungsangabe bezieht sich auf das direkt übergeordnete Gewässer. Teilflusssysteme mit mehr als 20 Fließgewässern sind in eine eigene Liste ausgelagert (→ Flusssystem).

## Haselbach
Der Haselbach (Gewässerkennzahl 242182) ist ein 18,1 km langer rechter Nebenfluss der Bibert mit einem 129,0 km² großem Einzugsgebiet im bayerischen Mittelfranken in den Unter-Naturräumen Nördliches Ansbacher Hügelland und Bibert-Schwabach-Rezat-Platten des Mittelfränkischen Beckens.

## Tabelle der großen direkten Zuflüsse
Tabelle der direkten Zuflüsse mit einer Länge von über 2 km oder einem Einzugsgebiet von über 2 km². Zum Vergleich auch die entsprechenden Angaben zum Haselbach selbst. Nachweise in der folgenden → Hierarchischen Liste der Zuflüsse
| Name                   | Seite  | Stat. km | Länge km | EZG km² | Mündung Ort                     | m ü. NHN | Bemerkung                                                     |
| ---------------------- | ------ | -------- | -------- | ------- | ------------------------------- | -------- | ------------------------------------------------------------- |
| Rippbach               | links  |          | 03,9     | 007,7   | bei Petersaurach-Adelmannssitz  | 366      |                                                               |
| Dürrnbach              | links  |          | 05,3     | 006,8   | in Bruckberg-Wustendorf         | 353      | Länge mit linkem Oberlauf Schwarzenbach                       |
| Rippach                | links  |          | 12,0     | 033,9   | bei Bruckberg-Neubruck          | 347      | Länge mit rechtem Oberlauf Wernsbach                          |
| Fichtleinsgraben       | links  |          | 04,0     | 002,9   | Ortsanfang von Bruckberg        | 340      |                                                               |
| Ameisenbach            | links  |          | 02,5     | 002,1   | gegenüber Bruckberg-Mittelmühle | 337      | Name abschnittsweise auch Flugplatzgraben, Ameisengrundgraben |
| Steinbach              | rechts |          | 03,4     | 006,9   | unterhalb Bruckberg-Mittelmühle | 336      |                                                               |
| Mettlachbach           | links  |          | 17,2     | 034,8   | bei Dietenhofen-Kleinhaslach    | 332      |                                                               |
| Haunoldshofener Graben | links  |          | 03,2     | 002,9   | vor Dietenhofen-Kehlmünz        | 331      |                                                               |
| Triebendorfer Graben   | rechts |          | 04,2     | 008,0   | gegenüber Dietenhofen-Münchzell | 325      |                                                               |
| Haselbach              | n. a.  |          | 18,1     | 129,0   | bei Dietenhofen-Münchzell       | 325      |                                                               |

## Hierarchische Liste der Zuflüsse
Hierarchische Liste der Zuflüsse, jeweils von der Quelle zur Mündung. Gewässerlänge und Einzugsgebiet immer abgemessen, Höhe immer abgefragt auf der amtlichen topographischen Karte. Andere Quellen für die Angaben sind vermerkt.
Quelle des Haselbachs  1,5 km östlich von Petersaurach-Wicklesgreuth im Weiherholz nahe der Bahnstrecke Ansbach–Nürnberg.
- Rehbach, von links  gegenüber Petersaurach-Untermühle auf 378 m ü. NHN, 1,2 km und 1,4 km². Hat Zufluss von einer Aurachquelle (!)
- Rippbach (!), von links  bei Petersaurach-Adelmannssitz auf 366 m ü. NHN, 3,9 km und 7,7 km².
  - Höllgraben, von rechts  unterhalb von Petersaurach-Külbingen auf 395 m ü. NHN, 0,9 km und 1,5 km². Entfließt dem Streitweiher.
  - Erlbach, von rechts  in Adelmannssitz auf 369 m ü. NHN, 1,7 km und 2,8 km².
  - Mühlbach (linker Abzweig des Haselbachs), von rechts  in Adelmannssitz auf 367 m ü. NHN, 0,5 km und 0,1 km².
- Dürrnbach, von links  in Bruckberg-Wustendorf auf 353 m ü. NHN, 2,5 km und 6,8 km².
  - Schwarzenbach (Schwarzweiherbach), linker Oberlauf bis  Ortsende Weihenzell-Thurndorf auf 392 m ü. NHN, 2,8 km und 2,7 km². Durchfließt am Oberlauf als Schwarzweiherbach den Schwarzweiher
    - Hundswiesenbach, von links  südlich von Weihenzell-Gebersdorf auf 438 m ü. NHN, 0,6 km und über 0,3 km².

  - Hirnbach, rechter Oberlauf bis  Ortsende Thurndorf auf 392 m ü. NHN, 1,7 km und 2,0 km².
- Rippach (!), von links  bei Bruckberg-Neubruck auf 347 m ü. NHN, 5,2 km und 33,9 km².
  - Zellbach, linker Oberlauf  bis in Weihenzell auf 380 m ü. NHN, 6,8 km und 10,7 km². Entfließt den Schleiseweihern
    - Geißgraben, von links  vor Weihenzell-Moratneustetten auf 419 m ü. NHN, 2,4 km und 1,3 km².
    - Moorbächlein, von rechts  wenig unterhalb von Moratneustetten auf 408 m ü. NHN, 2,2 km und 1,3 km².

  - Wernsbach, rechter Oberlauf bis  bis in Weihenzell auf 380 m ü. NHN, 6,8 km und 14,4 km². Durchfließt die Schleinweiher.
    - Kohlbach, von rechts  am oberen Ortsrand von Lehrberg-Wüstendorf auf 421 m ü. NHN, 1,5 km und 1,0 km².
    - Hohlgraben, von rechts  unterhalb von Weihenzell-Alexandermühle auf 402 m ü. NHN, 2,2 km und 1,5 km².
    - Rattenbach (Oberer Schönbrunner Bach), von rechts  vor Weihenzell-Wernsbach bei Ansbach auf 400 m ü. NHN, 1,8 km und 0,9 km².
    - Hirtengraben oder Schönbronner Bach[3], von rechts  unterhalb von Wernsbach bei Ansbach auf 391 m ü. NHN, 2,6 km und 1,6 km².
    - Grundbach, von rechts  vor Weihenzell-Neumühle auf 386 m ü. NHN, 3,3 km und 2,8 km².

  - Muckenwiesengraben, von rechts  unterhalb Weihenzell-Steinmühle auf 370 m ü. NHN, 2,9 km und 3,7 km².
  - Gründleinsbach, von rechts  an der Kläranlage Weihenzell auf 368 m ü. NHN, 2,3 km und 2,4 km².
  - Dorfbach, von rechts  vor Weihenzell-Feßmühle auf 364 m ü. NHN, 1,6 km und 1,2 km².
  - Sandbuckgraben, von rechts  nach der Feßmühle auf 360 m ü. NHN, 0,8 km und 0,6 km².
  - Dünnholzgraben, von rechts  in Weihenzell-Frankendorf auf 357 m ü. NHN, 1,4 km und 0,9 km².
  - Haselbach, von links  nahe Bruckberg-Neubruck auf 349 m ü. NHN, 1,3 km und 0,7 km².
- Fichtleinsgraben, von links  am Ortsanfang von Bruckberg auf 340 m ü. NHN, 4,0 km und 2,9 km².
- Ameisenbach (Ameisengrundgraben, Flugplatzgraben), von links  gegenüber Bruckberg-Mittelmühle auf 337 m ü. NHN, 2,5 km und 2,1 km².
  - Flugplatzgraben, von rechts  nordwestlich von Bruckberg auf 368 m ü. NHN, 1,8 km und 0,7 km².
- Steinbach, von rechts  unterhalb von Bruckberg-Mittelmühle auf 336 m ü. NHN, 3,4 km und 6,9 km²
  - Tiefentalgraben, von rechts  oberhalb von Petersaurach-Steinbach auf 368 m ü. NHN, 1,6 km und  km²
  - Riedfeldgraben, von rechts  in Steinbach auf 357 m ü. NHN, 0,8 km und 1,0 km²
  - Ziegelgraben, von rechts  vor Petersaurach-Neumühle auf 353 m ü. NHN, 0,7 km und 0,7 km²
- Ferlesgraben, von links  zwischen Bruckberg und Dietenhofen-Kleinhaslach auf 334 m ü. NHN, 1,2 km und 0,6 km²
- Krothbach, von rechts  vor Kleinhaslach auf 333 m ü. NHN, 0,8 km und 0,8 km²
- Mettlachbach, von links  bei Kleinhaslach auf 332 m ü. NHN, 17,2 km und 34,8 km²
  - Wegfeldgraben, von rechts  wenig unterhalb von Flachslanden-Neustetten auf 466 m ü. NHN, 1,1 km und 0,8 km²
  - Hammerbach, von rechts  oberhalb von Flachslanden-Lockenmühle auf 441 m ü. NHN, 1,7 km und 1,1 km²
  - Rohrgraben, von links  an der Lockenmühle auf 428 m ü. NHN, 0,9 km und 0,8 km²
  - Kautzenbach, von rechts  bei Rügland auf 381 m ü. NHN, 2,9 km und 3,1 km²
    - Wiesengraben, von rechts  nördlich von Rügland-Lindach, 0,5 km und 0,3 km² auf 401 m ü. NHN

  - Brunnholzgraben, von links  bei Rügland auf 378 m ü. NHN, 1,2 km und 1,0 km²
  - Eisengraben, von rechts  gegenüber Dietenhofen-Methlach auf 365 m ü. NHN, 1,5 km und 0,7 km²
  - Hanggraben, von rechts  gegenüber Methlach auf 363 m ü. NHN, 1,1 km und unter 0,3 km²
  - Itzelbach/Nützelbach[4], von rechts  oberhalb von Dietenhofen-Adelmannsdorf auf 357 m ü. NHN, 2,8 km und 4,1 km²
    - Hutgraben, von rechts  westlich von Adelmannsdorf auf 363 m ü. NHN, 1,2 km und 1,1 km²

  - Thierbach, von rechts  unterhalb von Dietenhofen-Höfen auf 349 m ü. NHN, 3,3 km und 4,0 km²
    - Brunnenwiesengraben, von rechts  bei Weihenzell-Thierbach auf 375 m ü. NHN, 0,5 km und 0,3 km²

  - Hegstallgraben, von rechts  in Dietenhofen-Warzfelden auf 343 m ü. NHN, 3,5 km und 3,5 km²
  - Schmierofengraben, von rechts  unterhalb von Warzfelden auf 340 m ü. NHN, 1,4 km und 1,2 km²
- Buckgraben, von rechts  zwischen Kleinhaslach und Dietenhofen-Kehlmünz auf 331 m ü. NHN, 1,2 km und 0,9 km²
- Haunoldshofener Graben, von links  vor Kehlmünz auf 331 m ü. NHN, 3,2 km und 2,9 km²
  - Pankratiusgraben, von rechts  nördlich von Kleinhaslach auf 356 m ü. NHN, 1,1 km und 0,9 km²
- Triebendorfer Graben, von rechts  gegenüber Dietenhofen-Münchzell auf 325 m ü. NHN, 4,2 km und 8,0 km²
  - Pointgraben, von links  oberhalb von Heilsbronn-Markttriebendorf auf 355 m ü. NHN, 1,1 km und 0,5 km²
  - Teufelsgraben, von rechts  zwischen Markttriebendorf und Dietenhofen-Hörleinsdorf auf 336 m ü. NHN, 1,3 km und 0,8 km²

Mündung des Haselbachs  bei Dietenhofen-Münchzell auf 325 m ü. NHN.

## Flusssystem Bibert
- Liste der Fließgewässer im Flusssystem Bibert